# Хуан де Бермудес
Хуан де Бермудес (ісп. Juan de Bermúdez; близько 1450 року в Палос-де-ла-Фронтера, Уельва,Іспанія —  іспанський мореплавець XV та XVI століть.
Його слава зумовлена головним чином відкриттям Бермудських островів, які були названі на його честь.

## Біографія
Хуан де Бермудес походив з родини моряків і плавав на кораблях з раннього віку. У 1492 році він був членом екіпажу Христофора Колумба під час його першої подорожі до Америки. Хуан де Бермудес плавав на «Пінті», а його дванадцятирічний брат Дієго був членом екіпажу «Санта-Марія». Хуан де Бермудес також брав участь у другій подорожі Колумба 1493 року. Після цього було задокументовано ще одинадцять подорожей до Нового Світу між 1495 та 1519 роками. Невідомо, щоб жоден інший моряк перетинав Атлантику більше у 17 столітті.
На початку XVI століття (залежно від джерела, 1503 або 1505) Бермудес під час зворотного шляху з Гаїті до Іспанії відкрив Бермудські острови, пізніше названі на його честь. Шторм, ймовірно, збив його зі звичайного курсу. Проте через коралові рифи, що оточували острів, він не зійшов на берег. Крики бермудських тайфунників, які моряки помилково прийняли за крики дияволів, також завадили їм ступити на острів. Тому іспанці назвали Бермуди «Островом дияволів».
У ранніх джерелах Бермудські острови також згадуються як Гарса, на честь корабля Бермудеса «Ла Гарса». У 1511 році Педро Мартір де Англерія вперше назвав острів на честь іспанського мореплавця на своїй карті в «Вавилонському легаті». У 1515 році Бермудес відвідав острови вдруге, досліджуючи їх разом з Гонсало Фернандесом де Ов'єдо. Вони залишили кілька свиней, які могли служити їжею для пізніших моряків, що зазнали корабельної аварії.
Його брат Дієго також став капітаном. Він командував каравелою «Сантьяго», яка доставляла золото з Мексики до Іспанії для Ернана Кортеса.
Близько 1520 року Хуан де Бермудес помер у своїй рідній Іспанії.